# Direitos LGBT nas Filipinas
Nas Filipinas não há leis acerca de casamento igualitário, nem leis que punam a homossexualidade. Também não há leis que garantam adoção conjunta, mesmo com grande aceitação da sociedade.

## Guerrilha filipina e os direitos LGBT
O Novo Exército Popular (NPA, em inglês, New People's Army), junto com o Partido Comunista das Filipinas, reconhece a união LGBT e celebra os casamentos, mesmo que fora da legislação oficial filipina.
O Novo Exército Popular conduziu o primeiro casamento gay do país no dia 4 de fevereiro de 2005. Dois guerrilheiros, que participaram da luta armada contra o governo pró-imperialista em Manila, trocaram seus votos diante de seus camaradas, amigos e moradores da vila local.
A cerimônia foi cheia de símbolos fazendo referência ao compromisso dos camaradas um com o outro, como um casal, assim como com a luta armada revolucionária. Durante a cerimônia foram envolvidos com uma bandeira do Partido Comunista das Filipinas, presa por uma corda ao longo dos dois, demonstrando que o casamento seria mais forte com união o apoio das massas populares.

### Resposta do governo filipino
Não há legislação nas Filipinas acerca do casamento igualitário porém, em reposta ao casamento, representantes do governo Filipino condenaram o Novo Exército Popular por ir contra a moral religiosa. Um porta-voz dos generais da Força Aérea disse: "Isso prova que eles não possuem um deus e sua moral é muito questionável."
Um ativista LGBT filipino, secretário geral da Pro Gay, afirmou: "em vez de dizer que o casamento homossexual é uma imoralidade, o governo deveria seguir os passos do Novo Exército Popular e legalizar parcerias domésticas, honrando as famílias gays."
Embora muitas propostas de casamento gay tenham sido apresentadas ao legislativo filipino, nem uma chegou a passar, sendo o casamento reconhecido apenas pela guerrilha.